# Phyllobolus
Phyllobolus là chi thực vật có hoa trong họ Aizoaceae.

## Các loài
- Phyllobolus abbreviatus (L.Bolus) Gerbaulet
- Phyllobolus amabilis Gerbaulet & Struck
- Phyllobolus canaliculatus (Haw.) Bittrich
- Phyllobolus caudatus (L.Bolus) Gerbaulet
- Phyllobolus chrysophthalmus Gerbaulet & Struck
- Phyllobolus congestus (L.Bolus) Gerbaulet
- Phyllobolus deciduus (L.Bolus) Gerbaulet
- Phyllobolus decurvatus (L.Bolus) Gerbaulet
- Phyllobolus delus (L.Bolus) Gerbaulet
- Phyllobolus digitatus (Aiton) Gerbaulet
- Phyllobolus gariepensis Gerbaulet & Struck
- Phyllobolus grossus (Aiton) Gerbaulet
- Phyllobolus herbertii (N.E.Br.) Gerbaulet
- Phyllobolus humilis (L.Bolus) Klak
- Phyllobolus latipetalus (L.Bolus) Gerbaulet
- Phyllobolus lesliei N.E.Br.
- Phyllobolus lignescens (L.Bolus) Gerbaulet
- Phyllobolus melanospermus (Dinter & Schwantes) Gerbaulet
- Phyllobolus nitidus (Haw.) Gerbaulet
- Phyllobolus noctiflorus (L.) Bittrich
- Phyllobolus oculatus (N.E.Br.) Gerbaulet
- Phyllobolus pallens (Ait.) Bittrich
- Phyllobolus pearsonii N.E.Br.
- Phyllobolus prasinus (L.Bolus) Gerbaulet
- Phyllobolus pubicalyx N.E.Br.
- Phyllobolus pumilus (L.Bolus) Gerbaulet
- Phyllobolus quartziticus (L.Bolus) Gerbaulet
- Phyllobolus rabiei (L.Bolus) Gerbaulet
- Phyllobolus resurgens Schwantes
- Phyllobolus roseus (L.Bolus) Gerbaulet
- Phyllobolus saturatus (L.Bolus) Gerbaulet
- Phyllobolus sinuosus (L.Bolus) Gerbaulet
- Phyllobolus spinuliferus (Haw.) Gerbaulet
- Phyllobolus splendens (L.) Gerbaulet
- Phyllobolus suffruticosus (L.Bolus) Gerbaulet
- Phyllobolus tenuiflorus (Jacq.) Gerbaulet
- Phyllobolus tortuosus (L.) Bittrich
- Phyllobolus trichotomus (Thunb.) Gerbaulet
- Phyllobolus viridiflorus (Aiton) Gerbaulet